# CXCL13
CXCL13 (англ. C-X-C motif chemokine ligand 13) – білок, який кодується однойменним геном, розташованим у людей на короткому плечі 4-ї хромосоми.  Довжина поліпептидного ланцюга білка становить 109 амінокислот, а молекулярна маса — 12 664.
| 10         |  | 20         |  | 30         |  | 40         |  | 50         |
| ---------- |  | ---------- |  | ---------- |  | ---------- |  | ---------- |
| MKFISTSLLL |  | MLLVSSLSPV |  | QGVLEVYYTS |  | LRCRCVQESS |  | VFIPRRFIDR |
| IQILPRGNGC |  | PRKEIIVWKK |  | NKSIVCVDPQ |  | AEWIQRMMEV |  | LRKRSSSTLP |
| VPVFKRKIP  |  |            |  |            |  |            |  |            |

A: Аланін

C: Цистеїн

D: Аспарагінова кислота

E: Глутамінова кислота

F: Фенілаланін

G: Гліцин

I: Ізолейцин

K: Лізин

L: Лейцин

M: Метіонін

N: Аспарагін

P: Пролін

Q: Глутамін

R: Аргінін

S: Серин

T: Треонін

V: Валін

W: Триптофан

Кодований геном білок за функцією належить до цитокінів. 
Задіяний у таких біологічних процесах як запальна відповідь, хемотаксис. 
Секретований назовні.